# Czemał
Czemał – wieś w Rosji, w Republice Ałtaju, 60 km na południe od Gornoałtajska. W 2002 liczyła 3 266 mieszkańców.